# Theodor Viehweg
Theodor Viehweg (Leipzig, 30 de abril de 1907- Maguncia, 29 de julio de 1988) fue un jurista y filósofo del Derecho alemán. 
Es considerado uno de los precursores de la moderna teoría de la argumentación jurídica y junto a Ottmar Ballweg es uno de los representantes más notables de la Escuela de Maguncia. Sus trabajos destacaron por el estudio de los fundamentos de la tópica jurídica a través de su desarrollo en Aristóteles, Cicerón y Vico, así como por su análisis del sustrato del pensamiento problemático en el ius civile y mos italicus hasta la moderna doctrina civilista. 

## Biografía
Después de terminar sus estudios secundarios en la Escuela Thomasschule zu de Leipzig, ingresó en la Ludwig-Maximilians-Universität de Múnich para cursar la licenciatura de Derecho, estudios que continuaría en la Universidad de Leipzig y en la Universidad Friedrich Wilhelm de Berlín. En 1946, al finalizar la Segunda Guerra Mundial, se estableció en una localidad cercana a Münich, donde descubrió una biblioteca escondida dentro de un claustro. Este hallazgo le permitió iniciar una minuciosa investigación que tuvo como producto final su obra de referencia Tópica y jurisprudencia (publicada en 1953) que presentaría en la Universidad de Münich para la obtención del título de profesor de libre docencia. En 1949, junto a Rudolf Laun volvió a fundar el Archiv für Rechs-und Sozialphilosophie y logró transformarlo en una de las revistas de filosofía jurídica más destacadas. Desde 1962 impartiría clases de Filosofía del Derecho en la Universidad de Maguncia.

## Tópica y jurisprudencia
Topik und jurisprudenz (1953), publicada en Münich en su original alemán, fue un ensayo de inusitado éxito editorial que sentó las bases a partir de las cuales se desarrollarían en Europa las distintas corrientes acerca de la argumentación jurídica. La obra se introduce en uno de los grandes debates de la filosofía jurídica contemporánea que es el que versa sobre la consideración del derecho como ciencia y de la utilización de los métodos lógico-jurídicos formalistas para fundamentar científicamente al derecho bajo un sistema cerrado y forjado axiomáticamente. Viehweg redescubre la tópica, enlazada con la retórica, como el arte de descubrir argumentos y debatir cuestiones que son básicamente problemáticas. La obra en cuestión se centra en reivindicar el interés que para la teoría y la práctica jurídica tiene el redescubrimiento del modo de pensar  tópico. 
Para Viehweg, el pensamiento problemático (problemdenken) desenvuelto por la retórica se distingue de manera inequívoca del pensamiento sistemático (systemdenken) de base axiomático-deductiva . Esta importante distinción a su vez se encuadra en el concepto general de ciencia como conjunto de preguntas y respuestas sobre la base de las cuales se articula el conocimiento. Tal articulación dual permite desarrollar dos enfoques según el interés sea situado en la pregunta o en la respuesta, lo que le lleva a postular la existencia de dos ámbitos diferenciados de investigación: el dogmático y el cetético. La diferenciación entre ellos estriba en el tratamiento que dan a los tópicos (topoi) . Mientras que las disciplinas cetéticas son necesariamente cuestionables por su carácter hipotético, problemático y tentativo, en cambio, bajo un sistema dogmático se preserva un espacio libre de crítica, con lo cual sus premisas y conceptos básicos conformarán un núcleo inatacable e incontestable. 
Así, Viehweg, sin negar la función de la dogmática jurídica, retoma la noción de cetética, de raigambre aristotélica, con el objeto de poner el interés en las preguntas, predicándose una técnica de pensamiento que se orienta al problema como premisa o punto de partida, y en consecuencia, analizando las distintas alternativas mediante tópicos o lugares comunes con el fin de dar una solución a un problema en lo concreto . Sin embargo, como pondrá de relieve Viehweg en toda su obra, en el derecho existe un problema central que siempre queda intacto, una "aporía fundamental” que se resume en conocer “qué es lo justo cada vez aquí y ahora”. 
Viehweg desgrana esta cuestión del siguiente modo: si toda la estructura jurídica se explica en razón de la necesidad de resolver problemas, es decir, casos concretos, entonces, la estructura total de la jurisprudencia solo puede estar determinada desde el problema. En atención a lo cual, sus elementos constitutivos (conceptos y proposiciones) permanecerán ligados a aquel de un modo específico y solo a partir de dicho problema podrán ser comprendidos y resueltos. Estos conceptos y proposiciones deben ser articulados lógicamente en vinculaciones que permanezcan muy próximas al problema . 
A este respecto, Viehweg diferencia la existencia de una tópica de primer grado y una tópica de segundo grado. Mientras que la primera consiste en la búsqueda y elección del tópico más adecuado al problema, la segunda opera cuando ya existe un catálogo de tópicos, elaborado por el grupo social de forma consensuada . Así, de una primera tópica de carácter asistemático que selecciona puntos de vista más o menos ocasionales se pasa a una segunda tópica que adopta un procedimiento sistemático a través del cual la conclusión podrá girar alrededor del problema, evitando la predeterminación formal de unos axiomas predispuestos.
Este pensamiento problemático es expuesto por Viehweg estableciendo el contraste con el pensamiento sistemático moderno, que se encuadra dentro de la lógica deductiva, en cuyo sistema de axiomas se ha de encontrar necesariamente la solución formal del problema. La cuestión que observa Viehweg es que en relación con la ciencia del derecho dicho método no puede ser completamente admitido porque desatiende la relevancia que para el derecho adquiere la lógica material. En este punto precisamente se encuentra una de las diferencias básicas de la tópica frente a la sistematización que opera con la lógica formal, conforme a la cual no importa si la premisa es verdadera o falsa, sino que esté válidamente estructurada y que permita proceder formalmente de una a otra. Viehweg hace notar que el primer método de pensamiento da más importancia al problema y el segundo, al sistema, haciendo prescindir al operador jurídico de la búsqueda de un punto de vista dentro del problema en su conjunto. Esto se debe a que desde el principio de la formulación el problema ya está adoptado por el propio sistema y es en razón del cual se seleccionan los axiomas que posibilitan su resolución. Esta cuestión entraña una serie de objeciones que Viehweg contesta en su obra, reivindicando el interés que para la teoría y la práctica jurídica tiene el resurgimiento del modo de pensar problemático. La tópica, al centrarse en el problema como tal (y no en el sistema ni en su formalidad interna), puede operar válidamente para el razonamiento jurídico puesto que ofrece una fase prelógica o de búsqueda inventiva de premisas, y luego en otra, propiamente lógica, ya orientada a la conclusión.
A partir de la obra fundacional de Viehweg, la tópica tendría sucesivos desarrollos en el marco de la Escuela de Maguncia, tanto por los artículos publicados por Viehweg desde 1960 hasta su fallecimiento en 1988, como por diversos autores como Ballweg (1970), Rodingen (1977), Scherenckenberger (1978), Seibert (1980) o Haft (1985). Todos estos autores destacarían la prevalencia del nivel pragmático del lenguaje frente al sintáctico y semántico, la acentuación del carácter de dependencia con respecto a la situación de toda argumentación y la crítica a la ontologización a la que lleva una comprensión ingenua del lenguaje